# Kuća slave splitskog športa
Kuća slave splitskog športa je ustanova koja se nalazi u Muzeju športa u Splitu. 
Odaje počast zaslužnim splitskim športašima i pokušava sačuvati i promicati šport na svim razinama.

## Primanja
- 2010.:
- 2011.[1]: primljen Toni Kukoč, ostali kandidirani: Joško Alebić, atletika i Dragan Holcer (nogomet)

## Članovi
Stanje 26. listopada 2011. godine. Športovi su poredani abecedno.
- alpinizam: Stipe Božić
- košarka: Branko Radović, Petar Skansi, Rato Tvrdić, Željko Jerkov, Damir Šolman, Dino Rađa, Toni Kukoč
- nogomet: Luka Kaliterna, Frane Matošić, Bernard Vukas, Vladimir Beara, Leo Lemešić, Tomislav Ivić
- opći šport: Fabjan Kaliterna
- plivanje: Đurđica Bjedov
- rukomet: Dragica Palaversa
- tenis: Nikola Pilić, Goran Ivanišević
- vaterpolo: Miro Mihovilović, Deni Lušić, Milivoj Bebić
- veslanje: Gusarov četverac

## Vanjske poveznice
- Muzej športa Split  Arhivirana inačica izvorne stranice od 31. kolovoza 2012. (Wayback Machine)